# Derek Nimmo
Derek Nimmo (19 de septiembre de 1930 – 24 de febrero de 1999) fue un actor teatral, cinematográfico y televisivo inglés, además de productor y director teatral. Se especializó en la interpretación de personajes pertenecientes al clero, así como a bobos de la clase alta.

## Carrera
Su nombre completo era Derek Robert Nimmo, y nació en Liverpool, Inglaterra. Educado en la Booker Avenue Infants and Junior School, así como en la Calderstones School, empezó su carrera teatral en el Teatro Hippodrome de Bolton. En esa época hizo un cameo en el film de The Beatles A Hard Day's Night interpretando a "Leslie Jackson", un mago con palomas.
Nimmo actuó en diferentes películas y series televisivas británicas, interpretando a menudo a aristócratas, entre ellas la serie de humor The World of Wooster (como "Bingo Little"), y la comedia One of Our Dinosaurs Is Missing (como "Lord Southmere"). También participó en la parodia de James Bond Casino Royale.
Derek Nimmo se hizo conocido como el Reverendo Mervyn Noote en la sitcom All Gas and Gaiters (1966). En la época, la serie fue algo controvertida ya que los principales personajes eran eclesiásticos (el Obispo, su capellán Noote, y el Archidiácono) que se veían metidos en diferentes aprietos a causa de su general incompetencia. Cuando finalizó la serie, Nimmo quedó encasillado con el estereotipo del tradicional clérigo británico, y hubo de actuar en otra sitcom de la BBC de tema eclesiástico, Oh, Brother! (en el papel de un torpe monje), así como en su secuela, Oh, Father! (en esta ocasión como un sacerdote católico). Otra sitcom en la que interpretó a un religioso fue, muchos años después, Hell's Bells (en el papel de un deán). Finalmente, también fue el Reverendo Jonathan Green en la producción televisiva Cluedo. 
En 1966 actuó en la serie The Bed-Sit Girl. Además, Nimmo trabajó en muchas producciones representadas en los Teatros del West End, una de ellas el musical Charlie Girl, con una escena especialmente escrita para permitirle interpretar un truco moviendo los dedos de los pies. Él fue también un panelista habitual del show radiofónico de la BBC Just a Minute, y tuvo un programa de entrevistas en BBC Television, If It's Saturday, It Must Be Nimmo, emitido desde el 24 de octubre al 19 de diciembre de 1970. Durante un tiempo alejado del medio televisivo, en 1990 actuó en la serie australiana Neighbours, interpretando a Lord Ledgerwood.
Como empresario teatral, llevó su propia compañía de teatro (Intercontinental Entertainment) en gira por 30 países, entre ellos Australia, Nueva Zelanda, Singapur, Hong Kong, Tailandia, Omán y los UAE (Abu Dhabi y Dubái), y consiguiendo además material para su Just a Minute.

## Vida personal

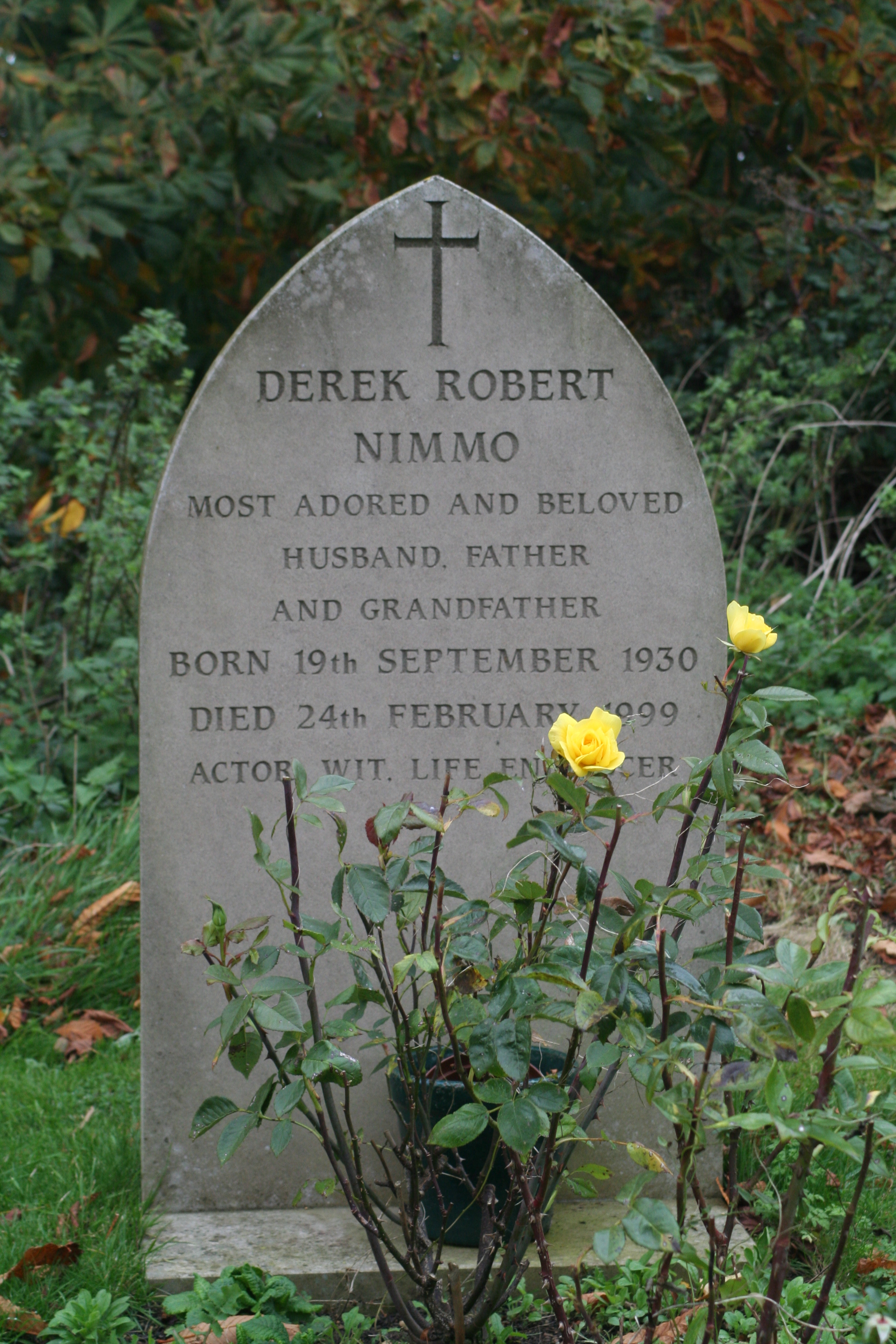
Tumba de Derek Nimmo

Nimmo se casó con Patricia Brown en 1955. Tuvieron tres hijos, Amanda, Timothy y Piers.
Entre las aficiones de Nimmo figuraba la jardinería y la colección de muebles de nogal, porcelana y pinturas. También era un experto en vinos y escribió varios libros sobre el tema, al igual que escribió libros dedicados al teatro.
A lo largo de su carrera recibió varios galardones, uno de ellos en 1990, el de Benedictine After Dinner Speaker of the Year. Recibió además las llaves de la ciudad de la City de Londres, y la Universidad de Leicester reconoció su contribución al mundo del espectáculo otorgándole un doctorado en Master of Arts degree 1996.
En diciembre de 1998, Nimmo acudió a una comida celebrada en la sala de juntas del periódico Daily Express junto a Sir Peter O'Sullevan, Joan Collins, Dama Beryl Bainbridge, Dickie Davies y Sue MacGregor, entre otras personas. Él acababa de llegar de una gira por Oriente Medio representando Run for Your Wife. Tras la comida pidió ser llevado al Garrick Club, antes de volver a su casa en Kensington. A su vuelta, y muentras inspeccionaba una alarma externa, Nimmo perdió el equilibrio y cayó por una escalera de piedra. Sufrió un traumatismo en la cabeza, y fue llevado al Chelsea and Westminster Hospital, donde permaneció en coma hasta su muerte, ocurrida en febrero de 1999.
Fue enterrado en el cementerio de Easton Maudit, una pequeña población de Northamptonshire, donde tenía una casa.

## Filmografía
- A Rubovian Legend – serie TV, 1 episodio (1955)
- Kenilworth – serie TV, 1 episodio (1957)
- The Buccaneers – serie TV, 1 episodio (1957)
- The Magic Tree, de Gordon Murray – telefilm (voz) (1960)
- The Millionairess, de Anthony Asquith (1960)
- The Amorous Prawn, de Anthony Kimmins (1962)
- Go to Blazes, de Michael Truman (1962)
- It's Trad, Dad!, de Richard Lester (1962)
- Comedy Playhouse – serie TV, 3 episodios (1963-1970)
- Tamahine, de Philip Leacock (1963)
- More Faces of Jim – serie TV, 1 episodio (1963)
- Hugh and I – serie TV, 1 episodio (1963)
- Armchair Theatre – serie TV, 1 episodio (1963)
- Heavens Above!, de John Boulting y Roy Boulting (1963)
- The Small World of Sammy Lee, de Ken Hughes (1963)
- Z Cars – serie TV, 1 episodio (1963)
- Hancock – serie TV, 1 episodio (1963)
- Ghost Squad – serie TV, 1 episodio (1963)
- Mr. Justice Duncannon – serie TV, 1 episodio (1963)
- Barbary Coast, de Howard Hawks (1964)
- The System, de Michael Winner (1964)
- Boyd Q.C. – serie TV, 1 episodio (1964)
- Murder Ahoy, de George Pollock (1964)
- A Hard Day's Night, de Richard Lester (1964)
- The Bargee, de Duncan Wood (1964)
- Hot Enough for June, de Ralph Thomas (1964)
- The Liquidator, de Jack Cardiff (1965)
- Steptoe and Son – serie TV, 1 episodio (1965)
- Undermind – serie TV, 1 episodio (1965)
- The World of Wooster – serie TV, 1 episodio (1965)
- Joey Boy, de Frank Launder (1965)
- All Gas and Gaiters – serie TV, 33 episodios (1966-1971)
- The Bed-Sit Girl – serie TV, 1 episodio (1966)
- The Yellow Hat, de Honoria Plesch (1966)
- Sorry I'm Single – serie TV, 9 episodios (1967)
- Casino Royale, de Ken Hughes y Val Guest (1967)
- Blandings Castle – serie TV, 3 episodios (1967)
- Mister Ten Per Cent, de Peter Graham Scott (1967)
- Oh Brother! – serie TV, 19 episodios (1968-1970)
- A Talent for Loving, de Richard Quine (1969)
- Oh, Father! – serie TV, 7 episodios (1973)
- Whodunnit? – serie TV, 1 episodio (1974)
- My Honourable Mrs – serie TV, 7 episodios (1975)
- One of Our Dinosaurs Is Missing, de Robert Stevenson (1975)
- Life Begins at Forty – serie TV, 14 episodios (1978-1980)
- Third Time Lucky – serie TV, 7 episodios (1982)
- See How They Run, de Les Chatfield y Ray Cooney – telefilm (1984)
- Family Ties Vacation, de Will Mackenzie – telefilm (1985)
- Hell's Bells – serie TV, 6 episodios (1986)
- Cluedo – serie TV, 1 episodio (1990)
- Neighbours – serie TV, 2 episodios (1990)
- The Good Guys – serie TV, 1 episodio (1993)
- Dennis the Menace – serie TV, 1 episodio (1996)